# Aythorpe Roding
Aythorpe Roding är en by och en civil parish i Uttlesford i Essex i England. Orten har 201 invånare (2001).